# Blacus cracentis
Blacus cracentis är en stekelart som beskrevs av Van Achterberg 1976. Blacus cracentis ingår i släktet Blacus, och familjen bracksteklar. Inga underarter finns listade.